# Rifugio Serafino Gnutti
Il rifugio Serafino Gnutti è un rifugio situato nel comune di Sonico (BS), in val Camonica, a 2166 m s.l.m. Sorge nella val Miller, tributaria orientale della val Malga, presso l'omonimo laghetto.

## Caratteristiche e informazioni
È di proprietà del Club Alpino Italiano (sez. di Brescia) e l'apertura è assicurata dal 15 giugno al 15 settembre. 

## Accesso
Al rifugio si accede dal Put del Guat in val Malga, raggiungibile in automobile da Rino di Sonico, in circa ore 1,30. L'itinerario da seguire è il n° 23.

## Ascensioni
- Monte Adamello (3554 m). Ore 5
- Corno di Cevo (2750 m). Ore 2,30
- Corno del Cristallo. (2988 m). Ore 2
- Cima Plem (3182 m). Ore 3,30
- Corno Miller (3373 m). Ore 4,30